# Gammliavallen
Gammliavallen, actualmente conocido como Umeå Energi Arena por motivos de patrocinio, es un estadio multiusos ubicado en Umeå (Suecia). En la actualidad se utiliza sobre todo para partidos de fútbol y es el estadio del Umeå IK, del Umeå FC y del Team TG FF.  Tiene una capacidad de 10 000 personas, y cuenta con pabellones deportivos cubiertos e instalaciones para conferencias.
Entre 2011 y 2015, fue conocido como T3 Arena por motivos de patrocinio.